# Департамент шерифа города Нью-Йорка
Департамент шерифа города Нью-Йорк (англ. New York City Sheriff's Office) является правоохранительным органом и входит в состав Нью-Йоркского департамента финансов. Департамент возглавляет шериф, который назначается на должность мэром города, в отличие от большинства шерифов страны, которых выбирают на выборах. Департамент шерифа специализируется на расследовении преступлений, так или иначе связанных с деятельностью депертамента финансов, как например мошеннические действия с недвижимостью, махинации с налогом на сигареты и некоторые другие.
В Нью-Йорке шериф является главным гражданским правоохранительным офицером города. Он управляет своими заместителями (помощниками шерифа), в их обязанности входит деятельность от сбора алиментов до перевозки заключённых.

## История
Управление шерифа Нью-Йорка было создано в 1626 году. Шериф был главным правоохранительным органом с широкой юрисдикцией в Нью-Йорке до реформы в 1898 году, когда Департамент полиции города Нью-Йорка взял на себя ответственность за уголовные расследования.
Шериф города был реорганизован 1 января 1942 года в «Управление шерифа города Нью-Йорка». Пять городских округов шерифа были упразднены и заменены на округа, позже была изменена система выборности шерифа и его замов.
Реформа управления шерифа была также направлена на повышение профессионализма его сотрудников и попытки избавиться от протектората политических деятелей города. В процессе преобразования департамент шерифа Нью-Йорка передал полномочия по тюремной охране и надзору, специально созданному для этого «Нью-йоркскому департаменту исправления».

## Структура и ранги
Офис шерифа имеет структуру, похожую на полицию города:
| Название                    | Знак отличия | Дизайн значка                    | Цвет формы  |
| --------------------------- | ------------ | -------------------------------- | ----------- |
| Шериф                       |              | Медальон с орлом и четыре звёзды | Белый       |
| Первый заместитель шерифа   |              | Медальон с орлом и три звёзды    | Белый       |
| Начальник штаба             |              | Медальон с орлом и три звёзды    | Белый       |
| Заместитель шерифа          |              | Медальон с орлом и две звёзды    | Белый       |
| Помощник шерифа — Лейтенант |              | Медальон со званием              | Белый       |
| Помощник шерифа — Сержант   |              | Щит с орлом                      | Тёмно-синий |
| Помощник шерифа             |              | Щит                              | Тёмно-синий |

Нынешний шериф ― Джозеф Фусито.

## Виды деятельности

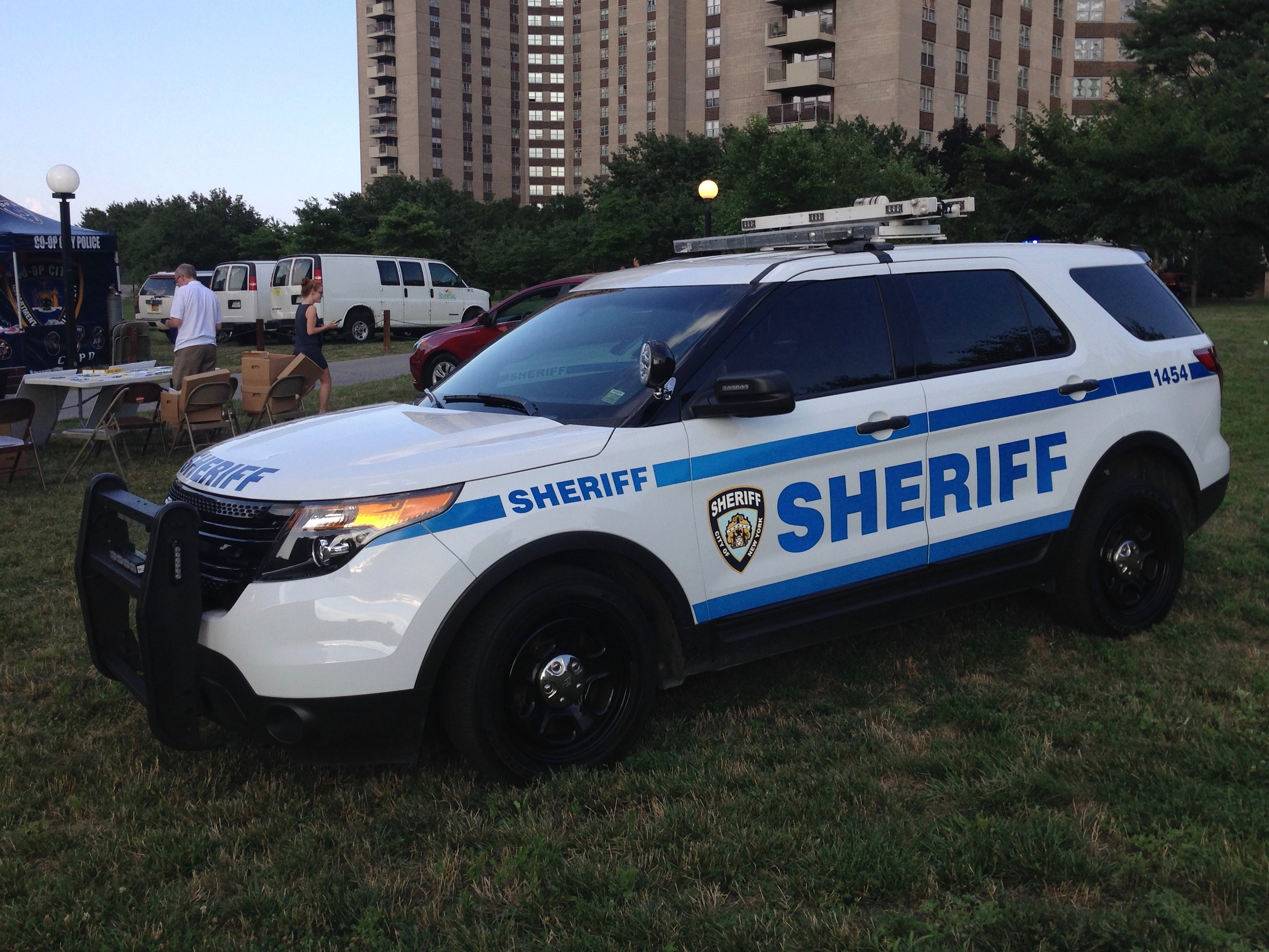
Новый автомобиль Ford police interceptor офиса шерифа Нью-Йорка

Все правоохранительные обязанности выполняются от имени шерифа его заместителями (помощниками). Из-за весьма разнообразных обязанностей, заместители проходят обучение во многих областях уголовного и гражданского права. Заместителя шерифа всегда считали «мастером на все руки» среди всех видов правоохранительных органов. Это не является необычным для заместителей шерифа: они выполняют работы, схожие с полицейской (надзорного офицера (исправительный), судебного исполнителя, детектива-следователя, адвоката и аукциониста). Из-за большого количества обязанностей требования к помощникам шерифа являются одними из самых жёстких.
Для того чтобы поступить на работу, кандидат должен проработать на государственной службе, потом сдать вступительные экзамены и иметь соответствующее образование.

## Подразделения

### Офисы шерифа
По закону шериф должен иметь офис в каждом из пяти округов Нью-Йорка. На его заместителей возложен целый ряд задач, такие как выполнение арестов по ордерам и запросам суда. Помощники исполняют судебные решения о выселении и продаже имущества, занимаются судебной защитой, оказывают помощь населению города.

### Патруль

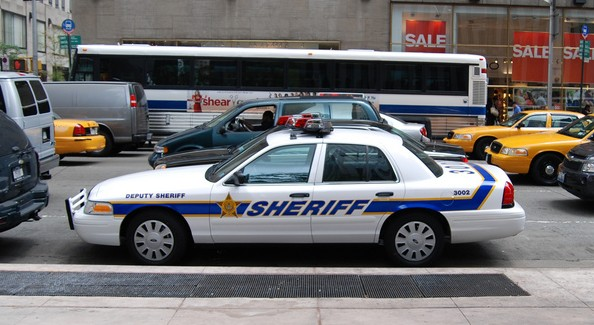
Автомобиль департамента шерифа Нью-Йорка, стандартная раскраска

Помощники шерифа, которые назначены на патрулирование, выполняют функции по соблюдению правил парковки, соблюдению правил дорожного движения, выписывают штрафы за нарушения парковки и правил дорожного движения. Также они выполняют поиск скрывающихся граждан от ордеров и постановлений суда. Помощники шерифа также помогают в случае чрезвычайных происшествий, ДТП и т. д. Они могут осуществлять любые законные действия для предотвращения преступлений и нарушения закона.

### Судебная группа

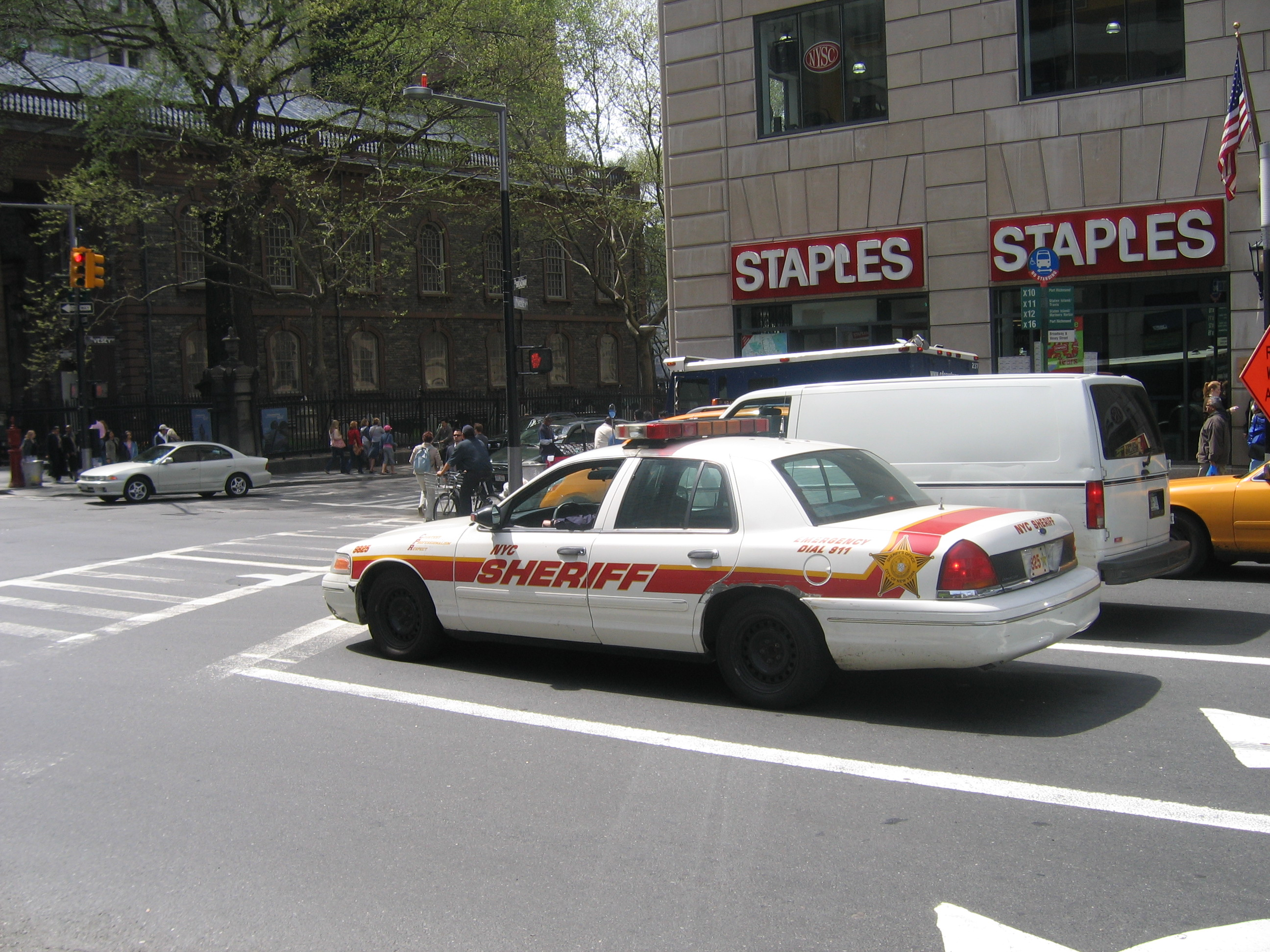
Автомобиль департамента шерифа Нью-Йорка, раскраска в старом стиле

Заместители шерифа, назначенные в судебную группу, занимаются вызовом в суд (выдают повестки в суд) для семейного суда. Также они занимаются арестом и сопровождением в тюрьму или другое учреждение по решению семейного суда, и могут привлекаться в качестве поддержки для других судебных подразделений.

### Группа по сопровождению психически нездоровых граждан (Закон Кендра)
Это подразделение занимается осуществлением «Закона Кендра» (закон назван в честь Кендра Вебдала, который убил в 1999 году человека в метро, он страдал шизофренией). «Закон Кендра» предусматривает процедуру изоляции пациента по решению суда в больнице для обследования и наблюдения. Также в случаях, когда пациент не соблюдает правил лечения и создаёт опасность для окружающих, закон позволяет принудительное содержание его и его транспорта и изоляцию в лечебном учреждении.

### Группа по предотвращению угонов автомобилей
Группа занимается предотвращением угонов и автомобильных краж, поиском украденных автомобилей. Группа работает в связке с патрульной группой. Также сотрудничает с офисом окружного прокурора города и правоохранительными подразделениями за пределами Нью-Йорка. В 2006 году офис шерифа в Нью-Йорке нашёл больше всего угнанных машин, чем любой другой правоохранительный орган в штате Нью-Йорк.

### Группа по продаже конфискованного имущества
Эта группа осуществляет судебную продажу конфискованных автомобилей и другого имущества. Поддержанием порядка при больших торгах, где бывают сотни участников, она оберегает и защищает конфискованное имущество.

### Группа Конфискации
Помощники шерифа в этой группе занимаются конфискацией и поиском имущества, которое нужно конфисковать по постановлению суда, а также взысканием штрафов с людей и фирм, выписанные государственными органами.

## Закон «Сила и власть»
Закон позволяет Помощникам шерифа штата Нью-Йорк проводить несудебные аресты, носить и использовать наручники, носить и использовать огнестрельное оружие, использовать физическую силу для соблюдения правопорядка и содействовать в соблюдении закона «Об уголовном судопроизводстве», который даёт статус блюстителя порядка на и вне дежурства.

## Оборудование, униформа и транспортные средства
Помощники шерифа носят темно-синюю рубашку, темно-синие брюки и 8-точечную шляпу в патрульной форме или тёмно-синюю рубашку, темно-синие брюки, темно-синюю куртку и темно-синюю ковбойскую шляпу в стандартной форме.
Помощник шерифа носит оружие, может носить перцовый аэрозоль, дубинку, наручники и фонарик.
Стандартные машины ― это Ford Crown Victoria (модель для полиции), Nissan Altimas и различные фургоны. Раскраска: белый цвет с синими и золотыми отличительными знаками. Старые автомобили имеют красные знаки. Также используются полицейские машины различных моделей без опознавательных знаков.

## Служебное оружие
Помощники шерифа носят в качестве своего служебного оружия Парабеллум или Glock 19.

## Список офицеров, погибших при исполнении служебного долга
С момента создания офисов шерифа в 5 округах Нью-Йорк, 6 шерифов погибли при исполнении служебных обязанностей.
| Офицер                                                | Департамент                            | Дата смерти               | Детали      |
| ----------------------------------------------------- | -------------------------------------- | ------------------------- | ----------- |
| Deputy Sheriff Henry Wendelstorf (недоступная ссылка) | Queens County Sheriff’s Department, NY | Пятница, Июнь 25, 1897    | Нападение   |
| Sheriff Paul Stier (недоступная ссылка)               | Queens County Sheriff’s Department, NY | Пятница, Октябрь 13, 1916 | Перестрелка |
| Keeper Morris Broderson (недоступная ссылка)          | Bronx County Sheriff’s Office, NY      | Четверг, Июль 19, 1928    | Перестрелка |
| Keeper Daniel D. Horgan (недоступная ссылка)          | Bronx County Sheriff’s Office, NY      | Четверг, июль 19, 1928    | Перестрелка |
| Deputy Sheriff John T. Miller (недоступная ссылка)    | Queens County Sheriff’s Department, NY | Четверг, Март 30, 1939    | Автоавария  |
| Deputy Sheriff Fred D’Amore (недоступная ссылка)      | Queens County Sheriff’s Department, NY | Четверг, Март 30, 1939    | Автоавария  |

## Исторические шерифы

### Город Нью - Йорк
С 1 января 1942 года один общегородской шериф начал обслуживать все пять округов в пределах города Нью-Йорк. Ниже приведен список общегородских шерифов с момента объединения первоначальных должностей в пяти округах. На должность назначается мэром города Нью-Йорка.
| Порядок | Имя                  | Термин                | Примечания и ссылки |
| ------- | -------------------- | --------------------- | --- |
| 106     | Джон Дж . Макклоски  | 1942–1971             | Он был первым, кто обслуживал все пять округов. |
| 107     | Х. Уильям Кель       | 1971–1973             | |
| 108     | Джозеф П. Бреннан    | 1973–1974             | |
| 109     | Frederick Weinberger | 1974–1975             | Исполняющий обязанности шерифа |
| 110     | Эдвард А. Пихлер     | 1975–1987             | |
| 111     | Винсент М. Фарао     | 1987–1989             | |
| 112     | Гарри Вайсберг       | 1989–1990             | Исполняющий обязанности шерифа |
| 113     | Филип А. Кримальди   | 1990–1994             | |
| 114     | Керри Катсорис       | 1994–1995             | |
| 115     | Рауль Русси          | 1995–1996             | |
| 116     | Тереза Мейсон        | 1996–2000             | Первая женщина, занявшая пост шерифа города Нью - Йорка |
| 117     | Генри Койра          | 2001–2001             | Исполняющий обязанности шерифа |
| 118     | Калиф Т. Матис       | 2001–2002             | |
| 119     | Линдси Исон          | 2002–2010             | |
| 120     | Джозеф Фучито        | 2010–2011             | Исполняющий обязанности шерифа |
| 121     | Эдгар А. Доменек     | 2011–2014             | Он был 121-м шерифом Нью-Йорка, включая исполняющих обязанности шерифов. "Мистер Доменек станет 117-м шерифом города [не считая исполняющих обязанности шерифов] и будет руководить штатом из 174 сотрудников, включая 118 заместителей шерифа, и годовым бюджетом в 16 миллионов долларов". |
| 122     | Джозеф Фучито        | 2014–2022             | |
| 123     | Энтони Миранда       | 2022– настоящее время | |

### Округ Кингс
| Имя                                       | Термин    | Примечания и ссылки |
| ----------------------------------------- | --------- | --- |
| Шериф Стиллвелл                           | 1683-1685 | Срок полномочий начался в октябре |
| Рулофф Мартенсэ                           | 1685-1686 | Срок полномочий начался в октябре |
| Геррит Страйкер                           | 1686-1690 | Срок полномочий начался в октябре |
| Миндерт Кертен                            | 1690-1691 | Срок полномочий начался 13 декабря 1690 года |
| Геррит Страйкер                           | 1691-1694 | Срок полномочий начался 21 марта 1691 года |
| Якобус Кирстед                            | 1694-1698 | Срок полномочий начался 24 мая 1694 года |
| Энглберт Лотт                             | 1698-1699 | Срок полномочий начался в октябре |
| Джон Элбертсон                            | 1699-1700 | Срок полномочий начался в октябре |
| Бенджамин Вандевотер                      | 1700-1702 | Октябрь |
| Ричард Стиллвелл                          | 1702-1715 | Октябрь |
| Бенджамин Вандевотер                      | 1715-1717 | Октябрь. Это был его второй срок подряд. |
| Тунис Лотт                                | 1717-1730 | Октябрь |
| Доминикус Вандервир                       | 1730-1736 | Октябрь. Это был его второй срок подряд. |
| Питер Страйкер                            | 1736-1738 | Октябрь |
| Доминикус Вандервир                       | 1738-1740 | Срок полномочий начался 24 февраля 1738 года |
| Джейкобус Райдер                          | 1740-1754 | Октябрь |
| Морис Лотт                                | 1754-1762 | Октябрь |
| Рем Вандербильт                           | 1762-1763 | Октябрь |
| Джереми Вандербильт                       | 1763-1766 | Октябрь |
| Николас Коувенховен                       | 1766      | Срок полномочий начался в октябре |
| Александр Форбуш                          | 1766-1767 | Срок полномочий начался 24 ноября 1766 года |
| Рутгер Ван Брант                          | 1767-1784 | Срок полномочий начался в октябре |
| Уильям Борум                              | 1784-1785 | Срок полномочий начался 4 февраля |
| Питер Вандервурт                          | 1785-1788 | Срок полномочий начался 28 сентября |
| Чарльз Тернбулл (шериф)                   | 1788-1791 | Срок полномочий начался 29 декабря |
| Джон Вандервир                            | 1791-1793 | Срок полномочий начался 8 марта |
| Cornelius Bergen                          | 1793-1797 | Срок полномочий начался 18 февраля 1793 года |
| Питер С. Кортельо                         | 1797-1800 | Срок полномочий начался 7 февраля 1797 года |
| Cornelius Bergen                          | 1800-1804 | Срок полномочий начался 17 февраля 1800 года |
| Джон Шунмейкер                            | 1804-1807 | Срок полномочий начался 16 февраля |
| Бенджамин Бердсолл (шериф)                | 1807-1810 | Срок полномочий начался 9 марта |
| Джон Дин (шериф)                          | 1810-1811 | Срок полномочий начался 26 февраля 1810 года. |
| Абиэль Титус                              | 1811      | Срок полномочий начался 5 февраля |
| Уильям Д. Крид                            | 1811-1813 | Срок полномочий начался 5 июня |
| Джон Дин (шериф)                          | 1813-1815 | Срок полномочий начался 23 марта |
| Лоуренс Брауэр                            | 1815-1817 | Срок полномочий начался 28 марта |
| Джейкоб Гаррисон                          | 1817      | Срок полномочий начался 19 марта |
| Джон Уайкофф (шериф)                      | 1817-1821 | Срок полномочий начался 29 августа |
| John Teunis Bergen (1786-1855)            | 1821-1822 | Срок полномочий начался 12 февраля 1821 года. |
| John Teunis Bergen (1786-1855)            | 1822-1825 | Срок полномочий начался в ноябре 1822 года. |
| Джон Уайкофф                              | 1825-1828 | Ноябрь |
| John Teunis Bergen                        | 1828-1831 | Срок полномочий начался в ноябре 1828 года. Он ушел в отставку. Это был его второй срок подряд. |
| Джон Лоуренс (шериф)                      | 1831-1834 | Он был назначен вице-шерифом (исполняющим обязанности шерифа) 15 марта 1831 года, чтобы заменить Джона Теуниса Бергена, который ушел в отставку.                                                                |
| Джон Ван Дайн                             | 1834-1837 | Ноябрь |
| Уильям М. Удалл                           | 1837-1841 | Ноябрь |
| Фрэнсис Б. Страйкер                       | 1841-1843 | Ноябрь |
| Уильям Дженкинс (шериф)                   | 1843-1846 | Ноябрь |
| Дэниел Ван Вурхис                         | 1846-1849 | Ноябрь |
| Эндрю Б. Ходжес                           | 1849-1852 | Ноябрь |
| Энглберт Лотт                             | 1852-1855 | Ноябрь |
| Джером Райерсон                           | 1855-1857 | Ноябрь. Он умер при исполнении служебных обязанностей. |
| Джордж Ремсон                             | 1857      | Назначен вице-шерифом (исполняющим обязанности шерифа) 3 апреля 1857 года, чтобы завершить срок полномочий Джерома Райерсона.                                                                                   |
| Бердетт Страйкер                          | 1857-1860 | Ноябрь |
| Энтони Ф. Кэмпбелл                        | 1860-1863 | Ноябрь |
| Джон Макнами (шериф)                      | 1863-1866 | Ноябрь |
| Патрик Кэмпбелл (шериф)                   | 1866-1869 | Ноябрь |
| Энтони Уолтер (шериф)                     | 1869-1872 | Ноябрь |
| Арас Г. Уильямс                           | 1872-1875 | Ноябрь |
| Альберт Даггетт                           | 1875-1878 | Ноябрь |
| Томас М. Райли                            | 1878-1881 | Ноябрь |
| Льюис Р. Стегман                          | 1881-1884 | Срок полномочий начался в ноябре. |
| Чарльз Б. Фарли                           | 1884-1887 | Ноябрь |
| Кларк Д. Райнхарт                         | 1887-1890 | Ноябрь |
| Джон Кортни (шериф)                       | 1890-1893 | |
| Уильям Дж . Баттлинг                      | 1893-1898 | Ноябрь |
| Фрэнк Д. Кример (1859-1913)               | 1898-1900 | |
| Уильям Уолттон                            | 1900-1902 | |
| Чарльз С. Гуден                           | 1902      | Он был отстранен от должности губернатором Бенджамином Оделлом в 1902 году. |
| Норман Стонтон Дайк - старший (1862-1953) | 1902      | Он родился в 1862 году. Он был назначен вице-шерифом (исполняющим обязанности шерифа) губернатором Бенджамином Оделлом в 1902 году, чтобы завершить срок полномочий шерифа Гудена. Он умер 15 апреля 1953 года. |
| Уильям Э. Мелоди                          | 1903      | Он был избран в ноябре 1902 года и вступил в должность в январе 1903 года. |
| Генри Хестерберг                          | 1904-1908 | |
| Альфред Т. Хобли                          | 1908-1910 | Он был избран 5 ноября 1907 года и вступил в должность 1 января 1908 года. |
| Дж . С. Ши                                | 1910-1912 | Кроули Вентворт (1869-1928) был заместителем шерифа. |
| Julis Harburger                           | 1912-1913 | |
| Чарльз Блейксли Лоу (1872-1929)           | 1913-1914 | Срок полномочий истек 31 декабря 1913 года. |
| Льюис М. Суэйзи                           | 1914-1915 | Срок полномочий истек 31 декабря 1915 года |
| Эдвард Дж. Ригельман (1870-1941)          | 1916-1917 | |
| Дэниел Джозеф Гриффин (1880-1926)         | 1918-1919 | Он родился в 1880 году. Срок его полномочий истек 31 декабря 1919 года. Он умер в 1926 году. |
| John Drescher                             | 1920-1921 | Срок полномочий истек 31 декабря 1921 года |
| П. Б. Сири                                | 1922-1923 | Срок полномочий истек 31 декабря 1923 года |
| Джон Н . Харман                           | 1924-1925 | > До назначения шерифом он был комиссаром парка. Срок полномочий истек 31 декабря 1925 года |
| Фрэнк Дж . Тейлор                         | 1926-1927 | Срок полномочий истек 31 декабря 1927 года |
| Герман М. Хессберг                        | 1929-1930 | Срок полномочий истек 31 декабря 1930 года |
| Джеймс В. Мангано                         | 1938-1941 | Последний шериф округа Кингс. |

### Округ Квинс
| Имя                  | Термин         | Примечания и ссылки                                                                     |
| -------------------- | -------------- | --------------------------------------------------------------------------------------- |
| Шериф Томас М. Куинн | 1910           |                                                                                         |
| Paul Stier           | ? до 1916 года | Он погиб 13 октября 1916 года при попытке арестовать Фрэнка Таффа в Уайтстоун-Лэндинге. |

### Округ Нью - Йорк
| Имя                                       | Термин             | Примечания и ссылки |
| ----------------------------------------- | ------------------ | --- |
| Маринус Уиллет (1740-1830)                | 1784-1787          | Назначен 4 февраля 1784 года |
| Роберт Бойд                               | 1787-1791          | Назначен 29 сентября 1787 года |
| Маринус Уиллет (1740-1830)                | 1791-1795          | Назначен 29 сентября 1791 года |
| Джейкоб Джон Лансинг                      | 1795-1798          | Назначен 29 сентября 1795 года |
| Джеймс Моррис                             | 1798-1801          | Назначен 29 декабря 1798 года |
| Джон Стэгг - младший (-1803)              | 1801-1803          | Назначен 10 августа 1801 года. Умер 29 августа 1803 года |
| Джозеф Констант                           | 1803-1807          | Назначен 7 октября 1803 года |
| Уильям Каттинг                            | 1807-1808          | Назначен 17 февраля 1807 года |
| Бенджамин Феррис                          | 1808-1810          | Назначен 16 февраля 1808 года |
| Эдвард Данскомб                           | 1810-1811          | Назначен 13 февраля 1810 года |
| Бенджамин Феррис                          | 1811-1813          | Назначен 19 февраля 1811 года |
| Томас Р. Мерсейн                          | 1813               | Назначен 5 марта 1813 года. Отказался от назначения |
| Саймон Флит                               | 1813-1815          | Назначен 16 марта 1813 года |
| Рагглз Хаббард                            | 1815-1817          | Назначен 20 апреля 1815 года. Ушел в отставку в августе 1817 года |
| Джеймс Л. Белл (-1825)                    | 1817-1821          | Назначен на должность 27 августа 1817 года |
| Мордехай Мануэль Ной (1785-1851)          | 1821-1823          | Назначен на должность 13 февраля 1821 года |
| Питер Геркулес Уэндовер (1768-1834)       | 1823-1826          | |
| Оливер М. Лондс (1799-1844)               | 1826-1829          | |
| Джеймс Шоу (-1847)                        | 1829-1832          | |
| Джейкоб Вестервельт (1794-1881)           | 1832-1835          | |
| Джон Хилльер (1789-1874)                  | 1835-1838          | |
| Якоб Акер (1793-1849)                     | 1838-1841          | |
| Монмут Б. Харт (1803-1880)                | 1841-1844          | |
| Полковник . Уильям Джонс                  | 1844-1847          | |
| Джон Джейкоб В.Б. Вестервельт (1805-1866) | 1847-1850          | |
| Томас Карнли (1800-1857)                  | 1850-1853          | |
| Джон Орсер (1808-1870)                    | 1853-1856          | |
| Джеймс К. Уиллет (1810-1864)              | 1856-1859          | |
| Аарон Б. Роллинс (1818-1878)              | С 1853 по 1859 год | Заместитель шерифа. |
| Джон Келли (1822-1886)                    | 1859-1862          | |
| Джеймс Линч (1821-1872)                   | 1862-1865          | |
| Джон Келли (1822-1886)                    | 1865-1868          | |
| Джеймс О'Брайен (1841-1907)               | 1868-1871          | |
| Мэтью Т. Бреннан (1822-1879)              | 1871-1874          | |
| Уильям К. Коннер (1821-1881)              | 1874-1877          | |
| Бернард Рейли (1827-1890)                 | 1877-1880          | |
| Питер Боу (1833-1903)                     | 1880-1883          | Он родился в 1833 году в Ирландии. Он был избран шерифом в ноябре 1879 года по списку Ирвинг-Холла и вступил в должность 1 января 1880 года. Джоэл О. Стивенс был его заместителем, а Дэниел Э. Финн- старший (1845-1910) - его заместителем. Он умер 2 марта 1903 года. |
| Александр В. Дэвидсон                     | 1883-1886          | |
| Бернард Ф. Мартин, (1845-1914)            | около 1885 года    | Заместитель шерифа. |
| Хью Дж. Грант (1858-1910)                 | 1886-1889          | Позже он занимал пост 88 - го мэра Нью - Йорка |
| Джеймс А. Флэк (1830-1905)                | 1889-1890          | Он ушел в отставку 26 марта 1890 года после того, как был признан виновным в заговоре с целью получения незаконного развода |
| Дэниел Эдгар Сиклс (1819-1914)            | 1890-1891          | Назначен губернатором Хилл 29 марта 1890 года |
| Джон Дж. Горман (1828-1895)               | 1891-1894          | |
| Чарльз М. Клэнси (1841-1894)              | 1894               | Он умер 25 февраля 1894 года |
| Джон Б. Секстон (1855-1910)               | 1894-1895          | Назначен губернатором. Флауэрс 27 февраля 1894 |
| Эдвард Дж.Х. Тэмсен - старший (1849-1907) | 1895-1898          | Он родился в Гамбурге, Германия, в 1849 году. Он был избран шерифом округа Нью-Йорк в ноябре 1894 года. Губернатор Леви Парсонс Мортон отстранил его от должности в 1896 году. Он умер 24 июля 1907 года. |
| Томас Дж. Данн (1852-1905)                | 1898-1900          | |
| Уильям Ф. Грелл (1852-1929)               | 1900-1902          | |
| Уильям Дж. О'Брайен (1857-1917)           | 1902-1904          | |
| Митчелл Л. Эрлангер (1857-1940)           | 1904-1906          | |
| Николас Дж. Хейз (1856-1928)              | 1906-1908          | |
| Томас Ф. Фоули (1852-1925)                | 1908-1910          | Он был избран в ноябре 1907 года и вступил в должность 1 января 1908 года. |
| Джон С. Ши (1870-1944)                    | 1910-1912          | |
| Julius Harburger (1850-1914)              | 1912-1914          | |
| Макс Сэмюэл Грифенхаген (1861-1932)       | 1914-1916          | Макс Сэмюэль Грифенхаген (12 мая 1861 – 28 октября 1932) - американский предприниматель еврейского происхождения, бизнесмен, фабрикант и заметный политик республиканской партии в Нью-Йорке в начале 1900-х годов. Он был известным шерифом округа Нью-Йорк (современный Манхэттен), олдерменом и городским регистратором.                                                         |
| Эл Смит (1873-1944)                       | 1916-1918          | "В награду за верную службу лидеры Таммани выдвинули мистера Смита своим кандидатом на пост шерифа Нью-Йорка, пока съезд еще заседал. В то время должность шерифа все еще была платной, и ее стоимость составляла не менее 50 000 долларов (примерно 1 446 000 долларов СЕГОДНЯ) в год для занимающего ее лица. " Примечание: Это число кажется слишком большим, чтобы быть точным. |
| Дэвид Х. Нотт (1879-1954)                 | 1918-1922          | |
| Персиваль Э. Нэгл (1859-1923)             | 1922-1923          | Он умер 28 декабря 1923 года |
| Питер Джозеф Дулинг (1857-1931)           | 1924               | Назначен губернатором Смитом 16 января 1924 года |
| Х. Уоррен Хаббард (-1946)                 | 1924-1926          | |
| Чарльз У. Калкин (1873-1962)              | 1926-1929          | |
| Томас М. Фарли (1890-1934)                | 1930-1932          | Отстранен от должности губернатор Рузвельт на 24 февраля 1932 |
| Джон Э. Шихи (1883-1945)                  | 1932-1933          | Назначается Гос. Рузвельт на 29 февраля 1932 |
| Джозеф Т. Хиггинс (1891-1980)             | 1933-1934          | |
| Дэниел Э. Финн - старший (1880-1949)      | 1934-1938          | |
| Дэниел Э. Финн - младший (1905-1959)      | 1938-1941          | |
| Роберт П. Левис (1876-1943)               | 1941               | Избран 4 ноября 1941 года, но в связи с объединением был упразднен. Назначен мэром Ла Гуардиа 1 января 1942 года мировым судьей |
| Джеймс Джордж Донован (1898-1987)         | С 1934 по 1941 год | Заместитель шерифа. После 1941 года один шериф служил во всех пяти округах. |

### Округ Ричмонд
| Имя                                           | Термин             | Примечания и ссылки |
| --------------------------------------------- | ------------------ | --- |
| Харман Баркалу Кропси- младший (около 1775-?) | С 1829 по 1831 год | |
| Уильям Дж . Демпси                            | ? до 1941 года     | Он был последним шерифом округа Ричмонд, штат Нью-Йорк, до того, как управление стало Управлением шерифа города Нью-Йорка. |

### Округ Бронкс
| Имя                             | Термин             | Примечания и ссылки           |
| ------------------------------- | ------------------ | ----------------------------- |
| Джеймс Ф. О' Брайен (1868-1929) | С 1920 по 1922 год | Первый шериф округа Бронкс    |
| Джеймс Ф. Доннелли              | 1918 до 1920 г.    | Второй шериф округа Бронкс    |
| Томас Х. О'Нил                  | С 1920 по 1922 год | Третий шериф округа Бронкс    |
| Эдвард Джозеф Флинн (1891-1953) | С 1922 по 1925 год | Четвертый шериф округа Бронкс |
| Лестер У. Паттерсон (1893–1947) | с 1926 по 1929 год | Пятый шериф округа Бронкс     |
| Роберт Л. Моран (1884-1954)     | С 1930 по 1933 год | Шестой шериф округа Бронкс    |
| Джон Дж . Хэнли                 |                    | Седьмой шериф округа Бронкс   |

## Примечание
1. ↑  New York City Department of Finance page http://www.nyc.gov/html/dof/html/services/services_enforcement.shtml Архивная копия от 10 апреля 2018 на Wayback Machine
2. ↑  N.Y. Constitution, Article 13, section 13. See アーカイブされたコピー. Дата обращения: 25 января 2006. Архивировано 6 февраля 2006 года. (pdf) at p. 41; see also アーカイブされたコピー. Дата обращения: 25 августа 2008. Архивировано 17 марта 2008 года. (html).
3. ↑  McCLOSKEY PICKS HIS 5 CHIEF AIDES. New York Times. 2 января 1942. Дата обращения: 9 января 2012.{{cite news}}:  Википедия:Обслуживание CS1 (url-status) (ссылка)
4. ↑  McKinley, Jesse. «F.Y.I.» Архивная копия от 15 апреля 2008 на Wayback Machine, The New York Times, November 27, 1994. Accessed January 21, 2008. "Established in 1626, the Sheriff’s office in Manhattan and its equivalents in the other boroughs served as a major part of the patchwork of law-enforcement agencies that existed before the city’s consolidation in 1898. After that, the new New York City Police Department took over the responsibility for criminal investigations and arrests. As recently as 1942, the sheriff was also responsible for manning and administering the city’s jails, a duty now carried by the Department of Correction. Today, the sheriff’s primary duties are enforcing court-ordered judgments and fines, including unpaid parking tickets and littering fines, and collecting judgments from reluctant losers in private lawsuits, said John George, the Sheriff’s executive assistant. "
5. 1 2  New York City Deputy Sheriff’s Association. Дата обращения: 2 февраля 2012. Архивировано 28 января 2011 года.
6. ↑  New York State Assembly bill A01525 memo. Дата обращения: 24 июня 2022. Архивировано 4 марта 2016 года.
7. ↑   Архивная копия от 17 декабря 2014 на Wayback Machine  Архивная копия от 5 октября 2016 на Wayback Machine
8. ↑  The Officer Down Memorial Page Архивная копия от 15 апреля 2008 на Wayback Machine